# Lăstun cu guler
Lăstunul cu guler (Neophedina cincta) este o specie de pasăre din familia Hirundinidae, care trăiește pe continentul african.  Este singura specie plasată în genul Neophedina.

## Taxonomie
Lăstunul cu guler a fost descris de polimatul francez Georges-Louis Leclerc, Conte de Buffon în 1780, în lucrarea sa Histoire Naturelle des Oiseaux, pe baza unui exemplar colectat din districtul Capul Bunei Speranțe din Africa de Sud. Pasărea a fost, de asemenea, ilustrată într-o placă colorată manual, gravată de François-Nicolas Martinet în Planches Enluminées D'Histoire Naturelle, care a fost produsă sub supravegherea lui Edme-Louis Daubenton pentru a însoți textul lui Buffon. Nici legenda plăcii, nici descrierea lui Buffon nu includeau un nume științific, dar în 1783 naturalistul olandez Pieter Boddaert a inventat numele binomial Hirundo cincta în catalogul său Planches Enluminées.
Lăstunul cu bandă a fost plasat anterior în genul Riparia. Un studiu genetic a constatat că aparținea unei clade diferite de alți membri ai genului, și a fost mutat în genul Neophedina, care fusese introdus în 1922 de zoologul sud-african Austin Roberts. Epitetul specific cincta provine din latinescul cinctus, care înseamnă „cu bandă”.
Sunt recunoscute cinci subspecii:
- N. c. erlangeri (Reichenow, 1905) – Etiopia
- N. c. suahelica (van Someren, 1922)  – sudul Sudanului și vestul Keniei până la nordul Zimbabwe și vestul Mozambicului
- N. c. parvula (Amadon, 1954)  – nordul Angola, sud-vestul RD Congo și nord-vestul Zambiei
- N. c. xerica (Clancey&Irwin, 1966)  – vestul și sudul Angola, nordul Namibiei și nordul Botswanei
- N. c. cincta (Boddaert, 1783)  – sud-estul Botswanei, sudul Zimbabwe și Africa de Sud

## Galerie

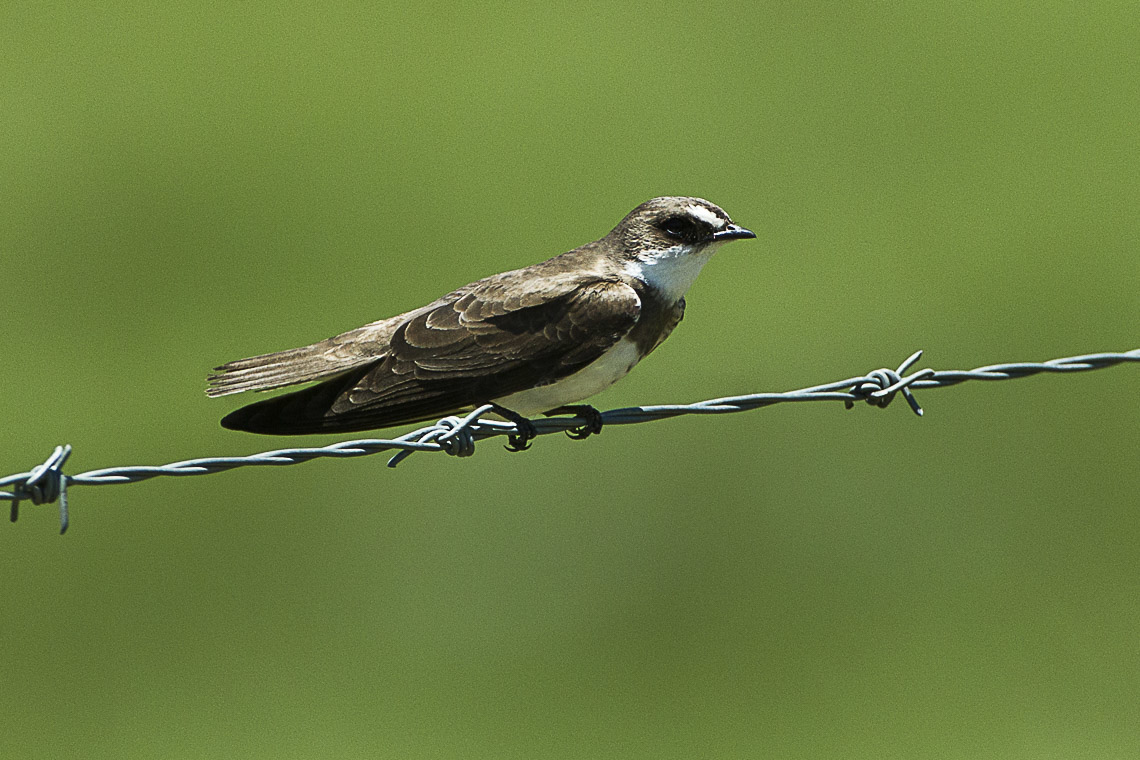
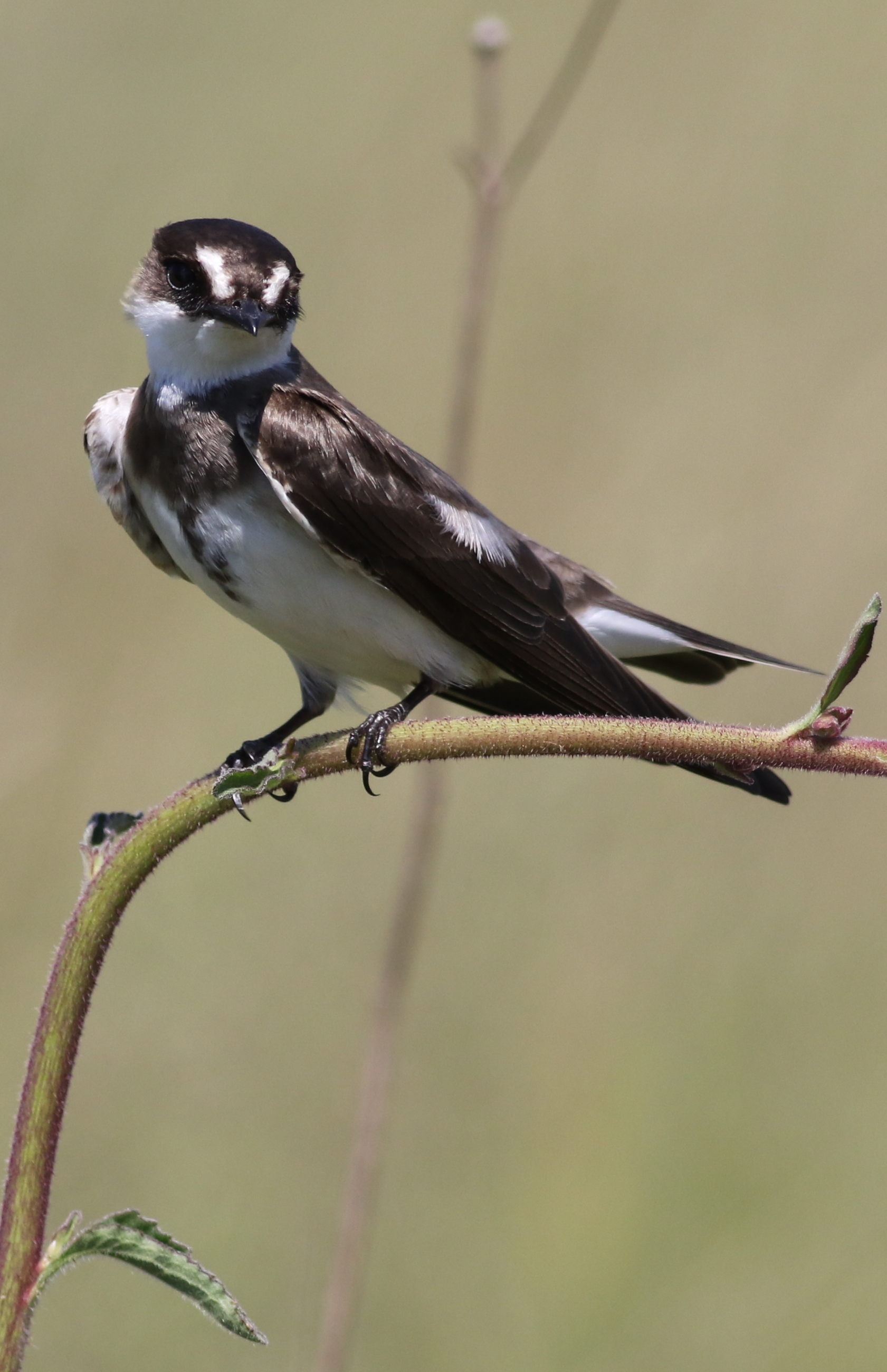
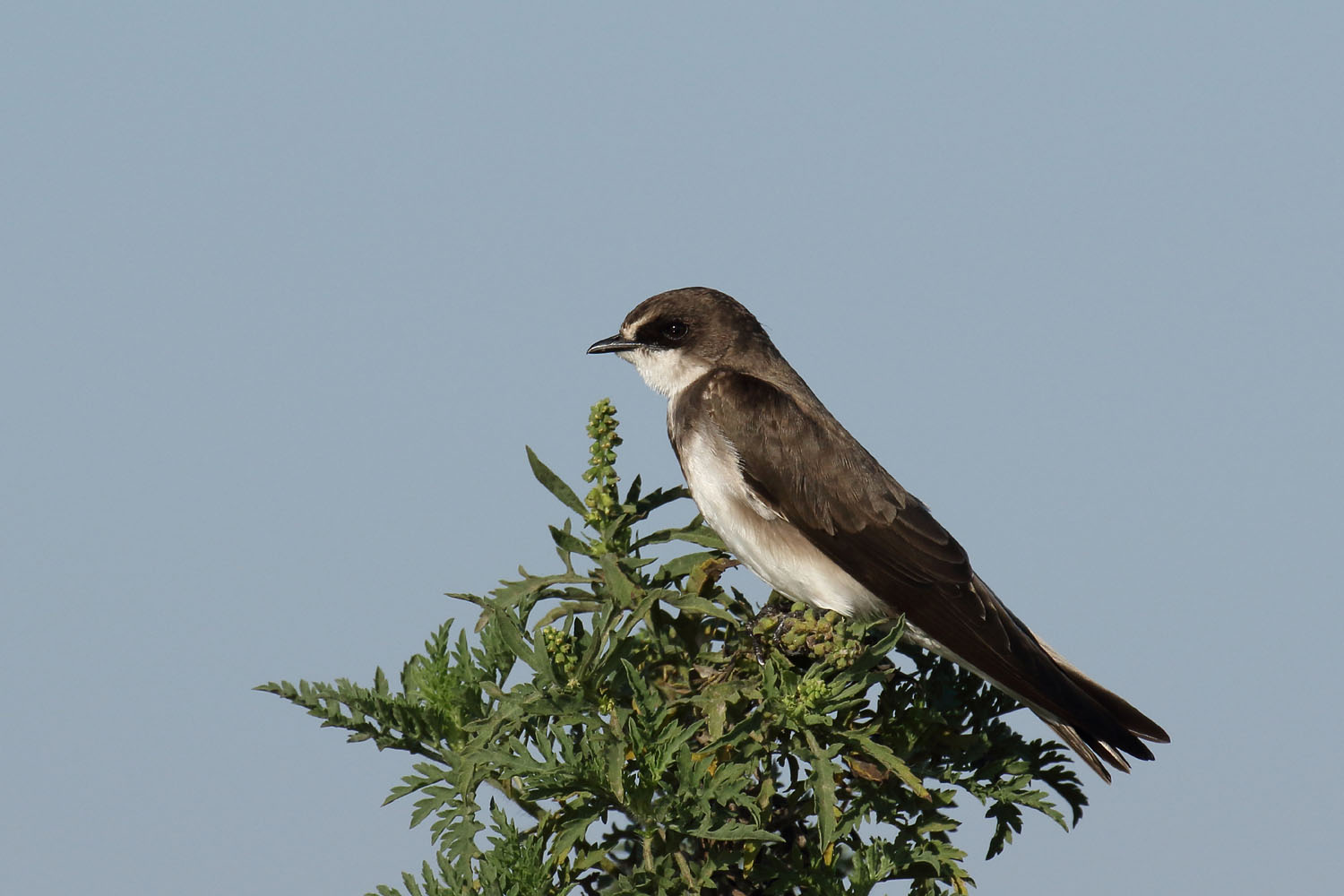